# Nissan Micra (третье поколение)
Nissan Micra третьего поколения (код кузова K12) — субкомпактный автомобиль, выпускавшийся японской компанией Nissan, входящей в альянс Renault—Nissan. Выпуск Micra третьего поколения осуществлялся с 2002 по 2010 год на заводах в Японии и в Великобритании. В Японии, как и в случае с предыдущими поколениями, автомобиль носил название Nissan March (яп. 日産・マーチ K12型系 Ма̄:ти). В модельном ряду автомобиль сменил модель второго поколения и был заменён моделью четвёртого поколения. Micra третьего поколения стал первым автомобилем, построенным на новой на тот момент платформе Nissan B.
Осенью 2001 года на Франкфуртском автосалоне был представлен концепт будущей модели, получивший название Nissan mm.e. Серийная модель была представлена в Японии 25 февраля 2002 года, а продажи стартовали 5 марта. С 2003 по 2007 год автомобиль несколько раз проходил обновления, из которых два (2005 и 2007 год) затронули внешний вид и интерьер. Помимо этого, фирма Autech (дочерняя компания Nissan) выпускала множество модификаций на базе автомобиля. Выпускались также различные специальные или ограниченные версии автомобиля. Премьера европейской версии прошла в сентябре 2002 года на Парижском автосалоне. Модель в кузове кабриолет, названная Micra C+C, поступила в продажу в ноябре 2005 года. В июне 2005 года Micra прошёл небольшой рестайлинг. Появилась новая модификация — Micra 160SR. В августе 2007 года был проведён второй рестайлинг. С декабря 2007 года модель стала продаваться в Австралии. В 2008 и 2009 году были выпущены специальные версии Micra 25th и Micra Connect Edition, соответственно.
Модель стала успехом для Nissan — полтора миллиона проданных автомобилей, из которых половина — в Европе и России. За свой несколько необычный дизайн, совместно разработанный дизайнерами Nissan в Японии и Великобритании, Micra получил две награды, одна из которых — премия «Red Dot». Различные автомобильные издания оценили автомобиль положительно, отметив из главных плюсов его дизайн, стильный интерьер и систему Nissan Intelligent Key, а из главных минусов — неудобную регулировку сиденья водителя, поведение подвески и иногда шумную работу двигателя. Кабриолет C+C после выхода положительно оценивался изданиями благодаря удобному механизму складывания крыши, однако позднее британское издание «Top Gear» внесло его в топ-9 самых странных кабриолетов. Уровень безопасности автомобиля оказался средний — водитель рискует получить травмы грудной клетки и головы при фронтальном ударе, а для пешеходов травмоопасным оказался передний край капота. Упор на необычный дизайн делался и в рекламной кампании автомобиля, сопровождавшей его запуск.

## История

### Разработка (1999—2001)

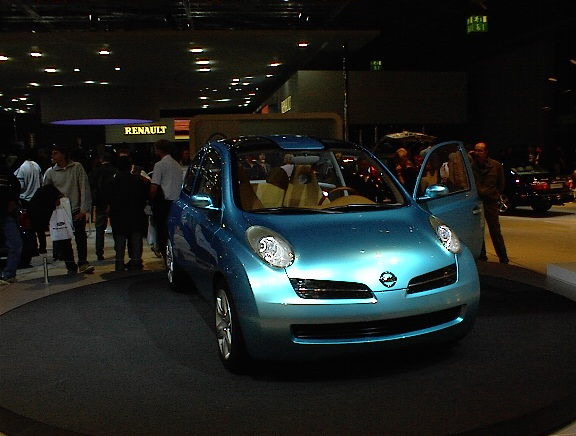
Nissan mm.e (2001)

К 1999 году модель Micra второго поколения стала устаревать как морально, так и технически, и ей требовалась замена. Однако из-за кризиса, который переживала Nissan во второй половине 1990-х, средств на разработку новой модели не было. Единственным выходом стало заключение в марте 1999 года альянса с Renault. После принятия 18 октября 1999 года «плана возрождения Nissan» (англ. Nissan Revival Plan) компания заявила, что March следующего поколения будет одним из первых автомобилей, использующих новую, разработанную вместе с Renault, платформу. Выпуск Micra третьего поколения стал частью программы «Program 180», направленной на выход компании из кризиса. Micra стал третьим автомобилем, выпущенным в рамках этой программы. Первыми двумя были X-Trail и Primera третьего поколения (оба выпущены в 2001 году).
Дальнейшая разработка привела к концепту, получившему название Nissan mm.e, представленному осенью 2001 года на Франкфуртском автосалоне. Это маленький в размерах трёхдверный хетчбэк, дизайном которого занимался Широ Накамура, директор отдела дизайна компании. Уже тогда стало очевидно, что концепт в будущем станет основой для серийной версии Micra третьего поколения. Концепт показывает видение компанией молодёжного хетчбэка будущего. Его кузов имеет два объёма: первый — всё, что ниже уровня стёкол, а кабина образует второй объём, как бы плавно выходящий наружу из первого. В интерьере главное внимание уделено современным технологиям, связанным с интернетом. Главной особенностью является центральная консоль, на которой расположен TFT-дисплей информационно-развлекательной системы. На нём можно включить навигационную систему, радио и музыку. В автомобиль встроена поддержка мобильных сетей третьего поколения (3G), чтобы навигационная система могла в реальном времени обновлять карты и данные о трафике. Музыку в формате MP3 можно загрузить с помощью SD-карт, для которых предусмотрено два слота.

### Серийная модель (2002)

#### Япония

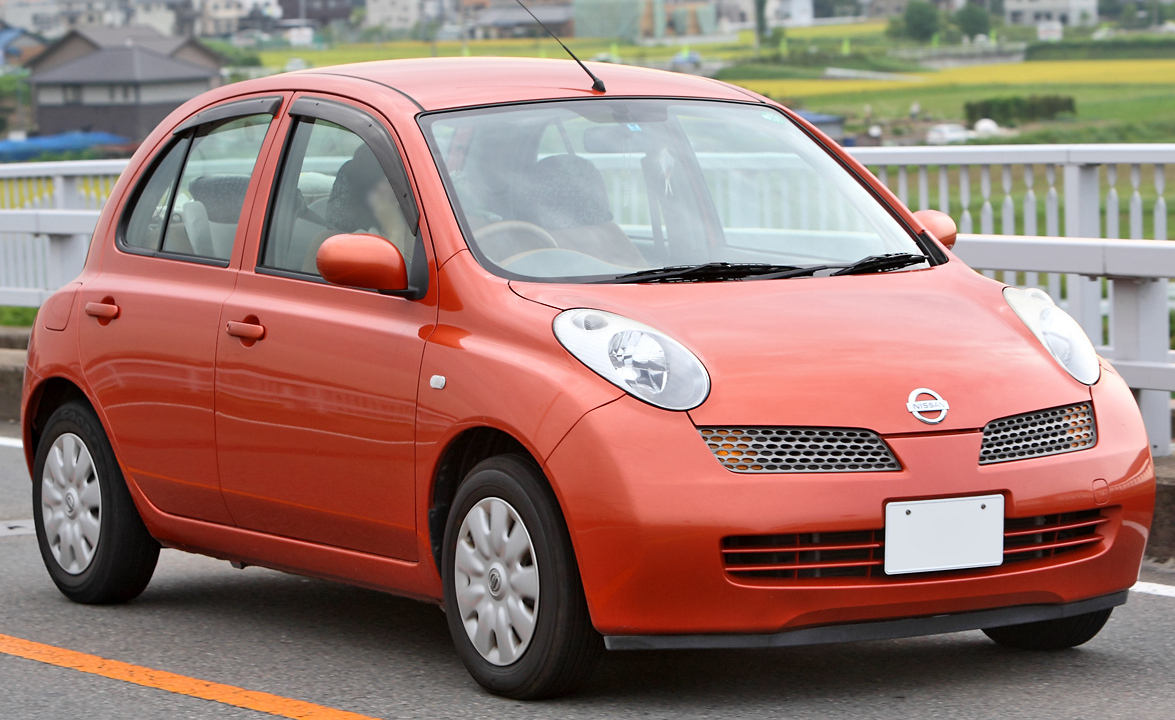
Nissan March первых лет выпуска (2002)

Серийная версия нового Nissan March (яп. 日産・マーチ K12型系 Ма̄:ти) в трёхдверном и пятидверном исполнениях была представлена в Японии 25 февраля 2002 года в Nissan Headquarters Gallery. Продажи стартовали 5 марта у дилеров Red Stage, Blue Stage и Red & Blue. По изначальным планам, ежемесячно планировалось реализовывать около 8 тысяч автомобилей. Цены на трёхдверную модель составляли от 953 000 до 1 050 000 иен, на пятидверную — от 998 000 до 1 320 000 иен. Японская версия на старте продаж комплектовалась бензиновыми моторами CR10DE (1,0 л), CR12DE (1,2 л) и CR14DE (1,4 л, только пятидверная модель). Подразделение Nissan, Autech, объявило о выпуске вместе со стандартными моделями двух специальных версий для людей с ограниченными возможностями: March Enchante и March Driving Helper. Первая обладает поворачивающимся на 90 градусов передним пассажирским креслом, что помогает входить и выходить из автомобиля пожилым людям, инвалидам и людям, которые носят традиционную японскую одежду. Вторая предназначается для водителей-инвалидов: в ней убран педальный узел и управление перенесено на рычаги на рулевой колонке. Обе модели комплектовались 1,2-литровым двигателем CR12DE. Цена на March Enchante составляла от 1 145 000 (трёхдверная версия) до 1 190 000 иен (пятидверная), на March Driving Helper — от 1 255 000 (трёхдверная) до 1 300 000 иен (пятидверная).
Уже в течение 2002 года March приобрёл несколько новых модификаций. 23 мая 2002 года Autech объявила о выходе версии March Enchante Flap Seat (Electric). Она отличается от обычной Enchante наличием пассажирского кресла с электроприводом, которое автоматически поворачивается при открытии и закрытии двери. Цена на эту версию составляла 1 100 000 иен в трёхдверном кузове и 1 145 000 иен в пятидверном. 5 сентября 2002 года вышла анонсированная ещё в феврале версия автомобиля с полным приводом e-4WD. В обычных условиях автомобиль ведёт себя как переднеприводной, но на скользкой поверхности специальный блок управления даёт команду генератору, который питает задний электродвигатель. Этот мотор через муфту приводит в движение задние колёса. С помощью функции контроля тяги позволяет плавно стартовать на скользком покрытии. За счёт отсутствия карданного вала повышается экономичность автомобиля и снижается потеря механической энергии из-за трения. Переключаться между режимами переднего и полного привода можно с помощью переключателя в салоне. Модель с полным приводом была доступна только в пятидверной версии в комплектациях 14C FOUR и 14E FOUR по цене 1 275 000 и 1 500 000 иен, соответственно.
В 2003 году вышли две спортивные версии автомобиля. 1 июля 2003 года поступила в продажу пятидверная комплектация 14S, комплектующаяся 1,4-литровым двигателем (об этом говорят две первые цифры в названии комплектации). Кузов автомобиля получил несколько новых деталей для улучшения аэродинамики: накладки на бамперы и боковые пороги, а также спойлер на двери багажника. Решётка радиатора, внутренняя часть фар и 15-дюймовые легкосплавные колёсные диски выполнены в чёрном цвете. Интерьер модели также полностью чёрный, а стандартные сиденья заменены на специальные для этой модели. Цена модели составляла 1 320 000 иен. Помимо этого, у всех моделей March была изменена цветовая гамма: цвета «Active Red» (красный), «Brilliant Blue» (синий) и «Apricot» (оттенок коричневого) были убраны и заменены на «Luminous Red», «Crystal Blue» и «Chocolate», соответственно. Также в качестве опции стал доступен кондиционер с ионизацией «Plasmacluster Ion».
15 октября 2003 года фирма Autech выпустила тюнингованную версию 12SR на базе March 12C с двигателем CR12DE. Модель доступна как в трёхдверной, так и в пятидверной версии. Двигатель претерпел некоторые изменения: степень сжатия была повышена, были установлены специальные поршни, повышен профиль распредвала, увеличен диаметр выпускного коллектора, установлены катализатор низкого давления и специальный глушитель. Таким образом, мощность мотора выросла на 18 л.с. (до 108 л.с.). На модель устанавливались шины большего размера — 185/55 R15 вместо 165/70 R14. Задняя часть шасси получила поперечную балку, повышающую его жёсткость. Экстерьер модели не отличается от версии 14S, а в салоне единственными отличиями от неё являются новый рычаг КПП и рулевое колесо. Цена на трёхдверную версию составляла 1 520 000 иен (на 470 000 иен больше базовой версии), на пятидверную — 1 545 000 иен (на 450 000 иен больше базовой версии).

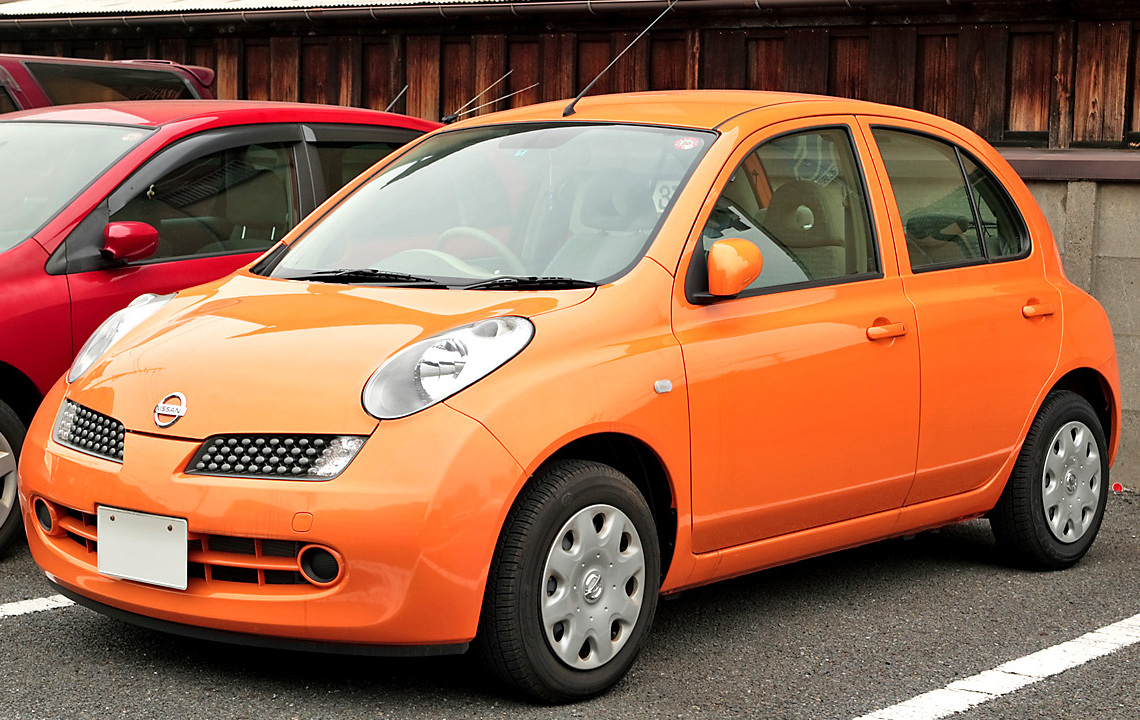
Модель после первого рестайлинга (2005)

27 февраля 2004 года спортивное подразделение компании, Nissan Motorsports International (NISMO), выпустило пакет спортивных комплектующих «S-tune», который позволяет тюнинговать March, превращая его в спортивный автомобиль. В комплект входят модуль управления двигателем (ECM), выпускной коллектор с катализатором, иной глушитель и воздушный фильтр, а также алюминиевые диски MM-8 с шинами Bridgestone Potenza G III. Пакет можно было приобрести в магазинах NISMO Expert Shops и NISMO Sports Shops по цене 548 000 иен (цена включает в себя затраты на установку деталей). 23 апреля 2004 года начались продажи обновлённой гаммы March. Были добавлены три новых цвета кузова: «Mango Orange Pearl», «Citron Yellow» и «Kiwi Green». Доплата за эти цвета кузова составляла 31 500 иен. Три иных цвета кузова — «Paprika Orange», «Fresh Olive» и «Aqua Blue» — были убраны из каталога. Некоторые изменения претерпел и интерьер: была улучшена фиксация передних кресел, в список стандартного оборудования вошли активные подголовники, вышеупомянутый кондиционер с ионизацией стал стандартным в большинстве комплектаций, а панель приборов (кроме спортивной версии 14S) получила двухцветные циферблаты. Цена на обновлённые модели составляла от 1 102 600 до 1 575 000 иен. 5 июля 2004 года Autech выпустила ещё одну версию пятидверного автомобиля для людей с ограниченными возможностями — March Enchante Slide-Up Passenger Seat Vehicle. У этого автомобиля установлено специальное пассажирское кресло с двумя подлокотниками и электроприводом. Управлять им можно с помощью специального пульта дистанционного управления или специального переключателя в салоне. Цена на автомобиль варьировалась от 1 569 750 до 1 995 000 иен. Дилерами предлагалось также в качестве опции удерживающее устройство для инвалидной коляски.

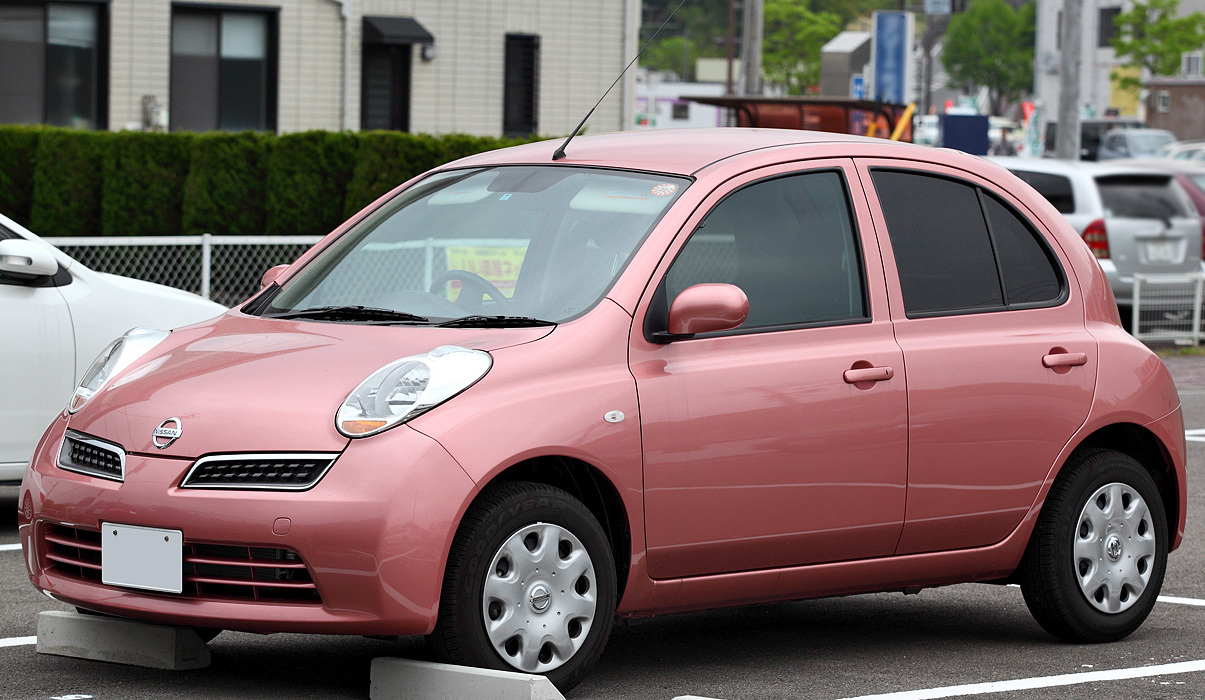
Модель после второго рестайлинга (2007)

25 августа 2005 года Nissan представила обновлённую версию March. В этот раз рестайлинг был более серьёзным: March получил новые бамперы, решётку радиатора и задние комбинированные фонари. Было добавлено четыре новых цвета кузова. В интерьере автомобиль получил новые передние кресла и обшивку сидений. На модель стал ставиться новый двигатель — это 1,5-литровый мотор HR15DE. Комплектация с ним получила название 15E. Фирма Autech обновила спортивную комплектацию 12SR, улучшив показания двигателя, подвеску и жёсткость кузова. Цены на модель варьировались от 1 084 650 до 1 449 000 иен, на модель SR — от 1 659 000 до 1 764 000 иен. 11 мая 2007 года Nissan начала принимать предзаказы на модель в кузове кабриолет. В отличие от хетчбэков, кабриолеты импортировались из Великобритании. Было решено даже не менять их название: в Японии кабриолет продавался под названием Micra C+C. Автомобили ввезли лишь одной серией из 1500 машин с 1,6-литровым мотором HR16DE по цене 2 499 000 иен вне зависимости от комплектации. Их реализация в Японии началась 23 июля 2007 года. Тем временем, 5 июня 2007 года March прошёл второй и последний рестайлинг. В этот раз изменений было не так много: новые фары, решётка радиатора и передний бампер. Было добавлено ещё четыре новых цвета кузова (всего их стало 12). В интерьере были добавлены новые варианты отделки сидений и дверей, новый цвет интерьера («какао») и новый дизайн панели приборов для автомобилей с автоматической КПП. В некоторых комплектациях стандартным оборудованием стала система Nissan Intelligent Key и подрулевые переключатели. Был добавлен AUX-вход для подключения iPod или иных устройств (кроме комплектаций 12B и SR). Был пересмотрен список комплектаций: исчезли версии 15S и 15RX. Версии 12S и 14S FOUR получили специальную версию «Plus navi HDD», добавляющую навигационную систему с жёстким диском на 30 Гб. Планировалось продавать около 3000 автомобилей в месяц. К этому времени фирма Autech, помимо модификации 12SR, стала выпускать спортивную версию 15SR-A с 1,5-литровым двигателем.
В течение выпуска модели выпускались и специальные версии, либо приуроченные к каким-то юбилейным датам, либо созданные для нескольких моделей сразу, либо уникальные. 8 мая 2003 года, в честь 70-летия компании, 11 моделей, включая March, получили специальные версии. Отличие в них заключалось в наличии дополнительного уровня, включая блок ETC. 18 августа 2004 года вышла версия «V Selection» для комплектаций 12C и 14C FOUR. Она отличается наличием кондиционера с ионизатором и складываемого в пропорциях 60:40 заднего сиденья. Цена таких моделей повысилась на 36 750 иен относительно базовых версий и составляла 1 186 500 иен в версии 12C и 1 375 500 иен в версии 14C FOUR. 1 декабря 2004 года для этих же комплектаций (а также автомобилей March Enchante) вышла версия «i Selection», отличающаяся новой тканью сидений, аудиосистемой с поддержкой CD и новыми эксклюзивными цветами кузова. Цена моделей повысилась на 52 500 иен. С 20 января по конец марта 2005 года в продаже была специальная версия March с новой навигационной системой. Цена составляла от 1 569 750 до 1 779 750 иен. 27 апреля 2005 года Nissan объявил о выпуске специальной версии автомобиля с замшевой обшивкой сидений и отделкой передней панели под дерево. 1 июня 2006 года вышла версия, разработанная совместно с британской компанией Conran. Главные изменения — в интерьере. Автомобиль получил обшивку сидений из цветочной ткани в богемном стиле. Комбинаций цветов обивки было доступно две: «чёрный/красный» и «экрю/ивовый». Автомобили «Plus Conran» предлагались в двух цветах кузова: «White Pearl» и «Bitter Chocolate». Цена составляла 1 338 750 иен.

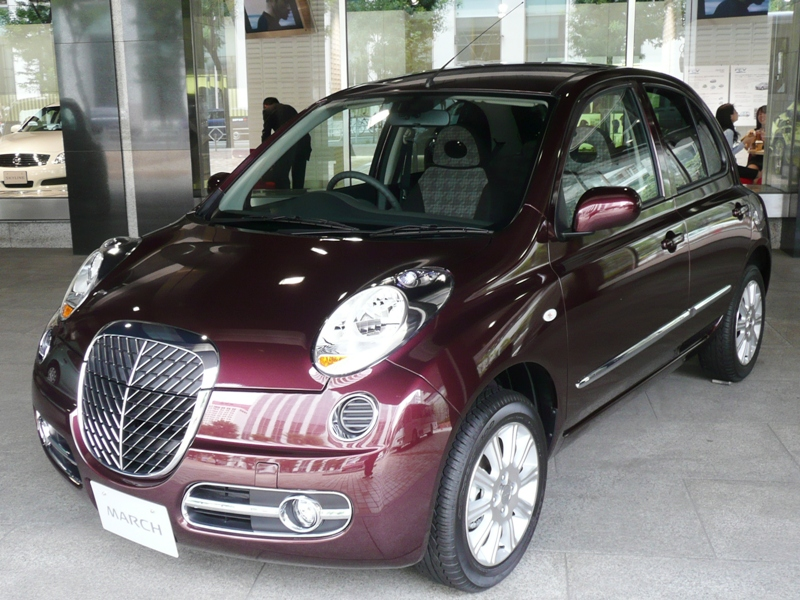
March Bolero (2004)

9 октября 2007 года, в честь 25-летия автомобиля (первое поколение вышло в 1982 году), была выпущена лимитированная серия из 750 машин «Limited Colour» в комплектациях 12E и 14E FOUR. Их единственное отличие — особые цвета кузова, доступные для March третьего поколения когда-то в прошлом: «Chocolate Metallic», «Paprika Orange Metallic» и «Aqua Blue Titanium Pearl Metallic» (соответственно, 250 машин каждого цвета). Цена составляла 1 260 000 иен для 12E и 1 466 850 для 14E FOUR. Ещё три серии, посвящённые 25-летию модели, вышли 8 ноября 2007 года. Первая, «25th Happiness», основана на базе моделей 12S и 14S FOUR и отличается бежевым цветом кузова и автоматическими фарами. Внутри в автомобиль встроен освежитель воздуха. Вторая серия, «Plus Safety», основана на моделях 12E и 14E FOUR и, помимо оснащения из серии «25th Happiness» включает передние и боковые подушки безопасности SRS для водителя и переднего пассажира, а также ксеноновые фары. Третья серия, «KISEKAE», также основана на базе моделей 12S и 14S FOUR и отличается эксклюзивными чехлами на сиденьях («Marumaru» и «Chipmunk») и накладками на пороги. Стоимость версии «25th Happiness» составляла от 1 188 659 до 1 378 650 иен, «Plus Safety» — 1 315 650 иен, «KISEKAE» — 1 546 650 иен. 7 октября 2008 года Nissan выпустила версию «Iyashi Interior», снова на базе моделей 12E и 14E FOUR. Она отличается особым золотистым цветом кузова, розово-оранжевыми сиденьями, ивовым салоном (ткань изготовлена фирмой HADASARA) и кондиционером Plasmacluster Ion. Цена выше обычной на 84 000 иен: от 1 377 600 до 1 584 450 иен. Финальной специальной версией стала «March Colette f», выпущенная 3 февраля 2010 года. Она базируется на комплектациях 12S и 14S FOUR. Она оснащается системой Nissan Intelligent Key, окрашенными в цвет кузова ручками дверей, зеркалами заднего вида и единым задним диваном. Аудиосистема отсутствует. Главной особенностью модели является её низкая цена: от 958 650 до 1 165 500 иен (на 241 500 иен меньше базовой модели).

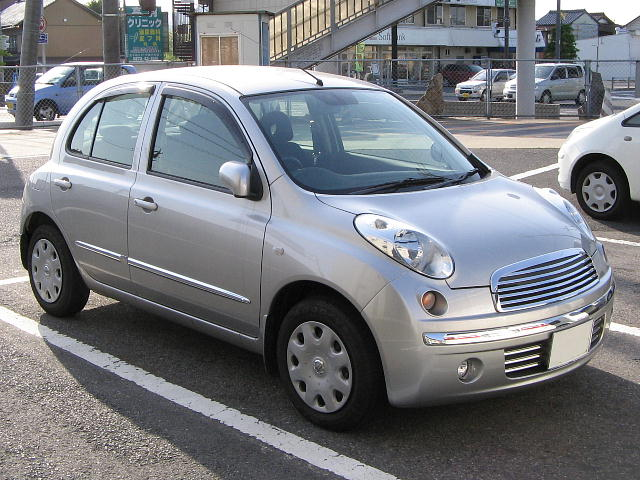
March Rafeet (2002)

Фирма Autech также выпускала две версии March, сделанные «под старину». Первой такой стала March Rafeet (яп. マーチ ラフィート Рафи:то), выпущенная в сентябре 2002 года вместе с вышеупомянутым полноприводным March. В официальном пресс-релизе ему давалась следующая характеристика: «концепция March Rafeet — автомобиль, который добавляет к современному образу March нежность и чувство качества». Модель обладает заметно отличающимся экстерьером: иные бамперы, широкая единая решётка радиатора, иные фары, указатели поворота и задние фонари, хромированные накладки на бамперы и боковые пороги. Интерьер также обладает эксклюзивной отделкой. На модель устанавливаются специальные 15-дюймовые легкосплавные колёсные диски с шинами 175/60. Цена на модель на старте продаж варьировалась от 1 345 000 до 1 525 000 иен. Второй версией стала выпускавшаяся с декабря 2004 года March Bolero (яп. マーチ ボレロ Борэро). Она отличалась собственными бамперами, высокой единой решёткой радиатора и наличием хромированных накладок по периметру кузова. Цена составляла 1 449 000 иен для переднеприводной версии и 1 638 000 иен для полноприводной.
Модель четвёртого поколения поступила в продажу у японских дилеров Nissan 13 июля 2010 года.

#### Европа и Австралия
Презентация серийной модели для рынка Европы прошла в сентябре 2002 года на Парижском автосалоне. Вместе с уже известными трёх- и пятидверными хетчбэками была представлена третья модификация — кабриолет, получивший название Micra C+C. На момент презентации он был ещё в состоянии разработки, поэтому на автосалон привезли только опытный образец автомобиля. Продажи хетчбэков в Европе начались в 23 января 2003 года. Минимальная цена автомобиля в Великобритании составляла на старте продаж 9495 фунтов. В России продажи начались весной 2003 года по цене от 12 000 до 15 950 евро. Сборка европейских автомобилей осуществлялась на заводе Nissan Motor Manufacturing UK, расположенном в Сандерленде, Великобритания. Первый автомобиль сошёл с конвейера завода 28 ноября 2002 года в присутствии президента Nissan Карлоса Гона и премьер-министра Великобритании Тони Блэра. Для выпуска новой модели в предприятие было вложено 235 млн фунтов (370 млн евро). По изначальным планам, в год планировалось реализовывать 160 тысяч хетчбэков Micra. Двигателей на европейских рынках было доступно четыре: CR10DE (к 2003 году убран из прайс-листов), CR12DE, CR14DE и K9K.

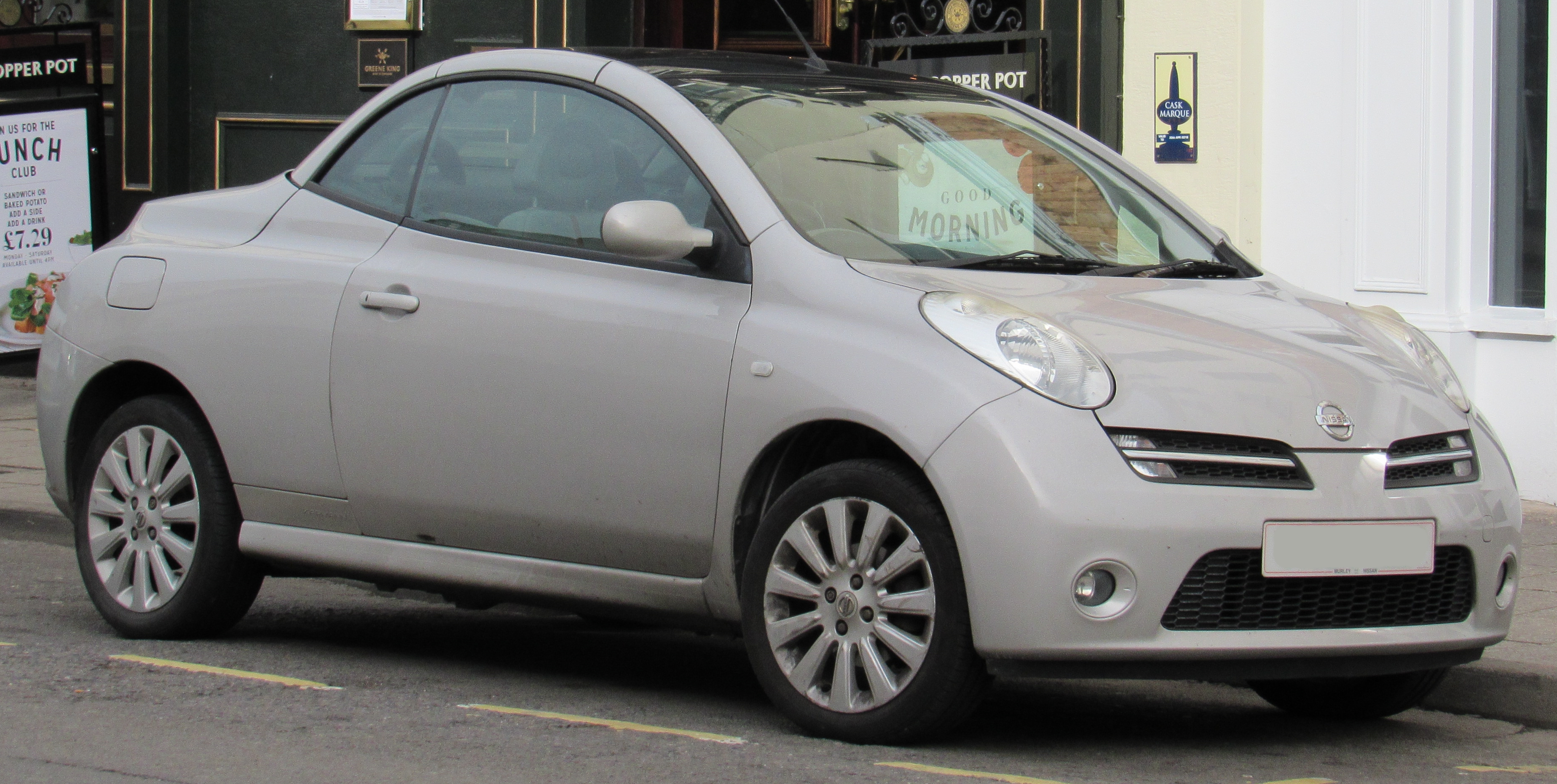
Micra C+C (2005)

Касательно кабриолета C+C вице-президент по продажам и маркетингу европейского отделения Nissan Марио Канавеси в октябре 2002 года заявил редакции немецкого журнала «Auto Bild», что компания ещё не приняла решение о постановке его на производство. По словам Канавеси, «мы работаем над этим вопросом, но решение пока не принято. Также остаётся открытым вопрос о том, где выпускать автомобиль и с какими партнёрами. С точки зрения сегодняшнего дня, автомобиль появится не ранее чем через два—три года. Я бы хотел, чтобы он вышел в 2004 году». Причинами задержки выпуска Канавеси назвал «высокие стандарты качества» компании и необходимость доработать модель. На вопрос об экспорте кабриолета в Японию он ответил положительно. В июле 2004 года британское издание «Autocar» объявило, что продажи C+C (на тот момент это было рабочее название, ещё не утверждённое компанией официально) начнутся в конце 2005 года, а модель на тот момент проходила тестирование на дорогах Соединённого Королевства. Официальные фотографии серийной версии Micra C+C были опубликованы в августе 2005 года. Презентация новой модели прошла в сентябре 2005 года на Франкфуртском автосалоне. 19 сентября стартовала сборка Micra C+C на предприятии Nissan Motor Manufacturing UK. Инвестиции в производство составили 21 миллион фунтов стерлингов. Модель собиралась на той же линии, на которой собиралась и классическая Micra в кузове хетчбэк. Продажи кабриолета стартовали в ноябре 2005 года по цене от 15 900 до 19 500 евро. Гамма двигателей у C+C была несколько скромнее, чем у хетчбэков: 1,4-литровый CR14DE и 1,6-литровый HR16DE. В Великобритании кабриолет поступил в продажу 14 ноября 2005 года по цене от 13 150 фунтов.

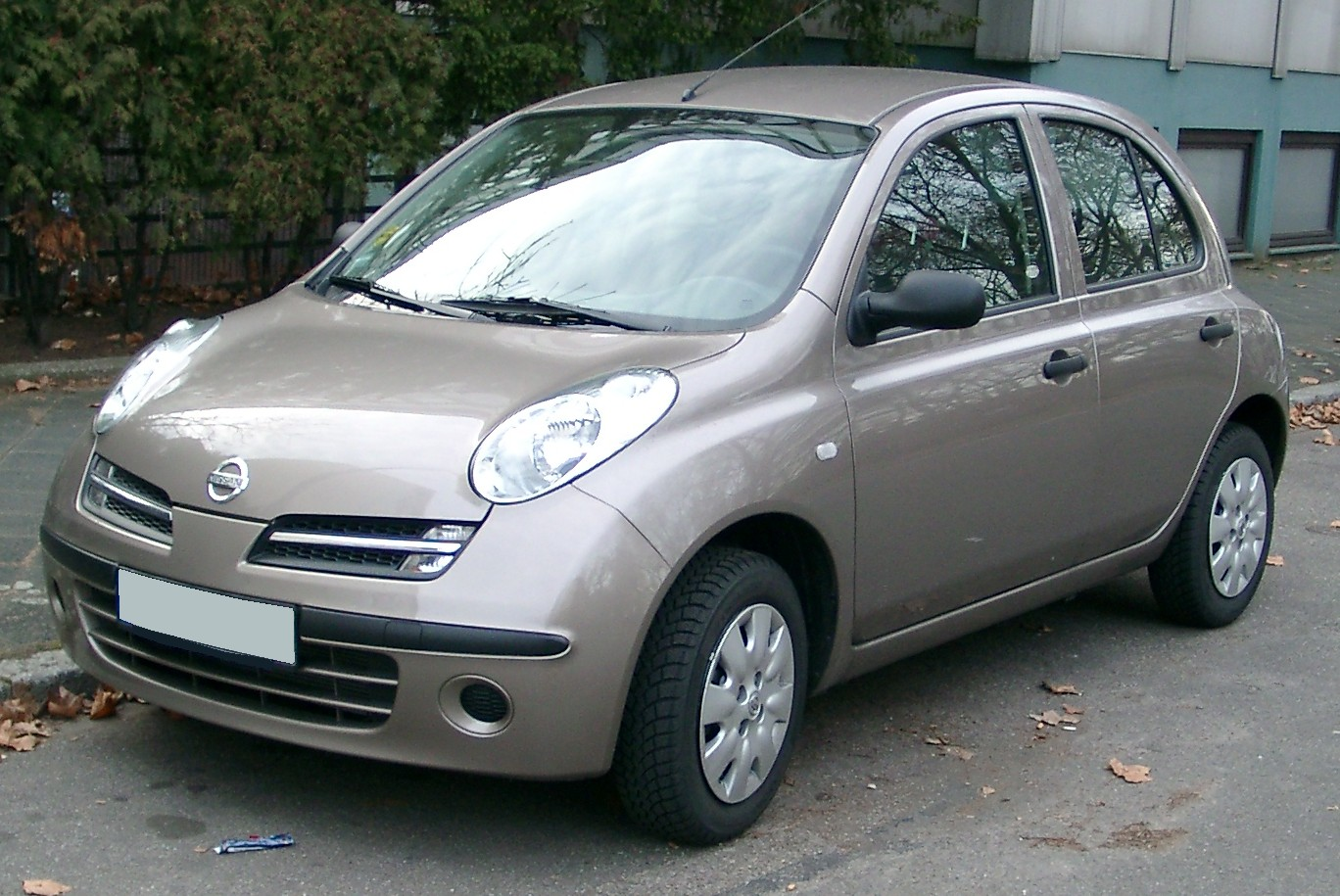
Micra после первого рестайлинга (2005)

Незадолго до премьеры C+C, в июне 2005 года, Micra прошёл небольшой рестайлинг. Внешних изменений не так много: чуть другая решётка радиатора и прозрачные (а не оранжевые, как до этого) указатели поворота. В базовой комплектации Visia автомобиль получил пластиковые накладки по периметру кузова, а в версиях Acenta и Tekna они были окрашены в цвет кузова. В топовой комплектации Tekna Micra получил спойлер, а также накладки на бамперы и боковые пороги. Было добавлено два новых цвета кузова: «Naive Blue» и «Cafe Latte». В интерьере претерпела изменения обивка: теперь, помимо чёрного интерьера, предлагались на выбор цвета «Ecru» и «Chocolate» для Visia и Acenta, а также «Ice Blue—Chocolate» для Acenta и Tekna. Эти две версии также получили новый дизайн дверных панелей, новый бортовой компьютер, а Tekna — ещё и белые циферблаты на панели приборов. Ещё одним нововведением стала комплектация Acenta Plus. В неё, помимо прочего, входили климат-контроль, система стабилизации, CD-чейнджер, датчик дождя, система Nissan Intelligent Key, кожаная обивка и подогрев сидений. Гамма двигателей также претерпела изменения: к имеющимся двум (CR12DE и CR14DE) бензиновым моторам (а также 1,5-литровому дизельному двигателю K9K) добавился третий — 1,6-литровый HR16DE. Доступен он был только в новой топовой версии модели — Micra 160SR. Её отличие заключалось не только в двигателе. Помимо этого, её можно было узнать по эксклюзивным 16-дюймовым легкосплавным колёсным дискам, особому шильдику на двери багажника и насадке на выхлопную трубу. Цена на модель в Нидерландах составляла от 10 995 (Visia) до 16 995 евро (160SR). 160SR демонстрировалась в сентябре 2005 года на Франкфуртском автосалоне вместе с Micra C+C.

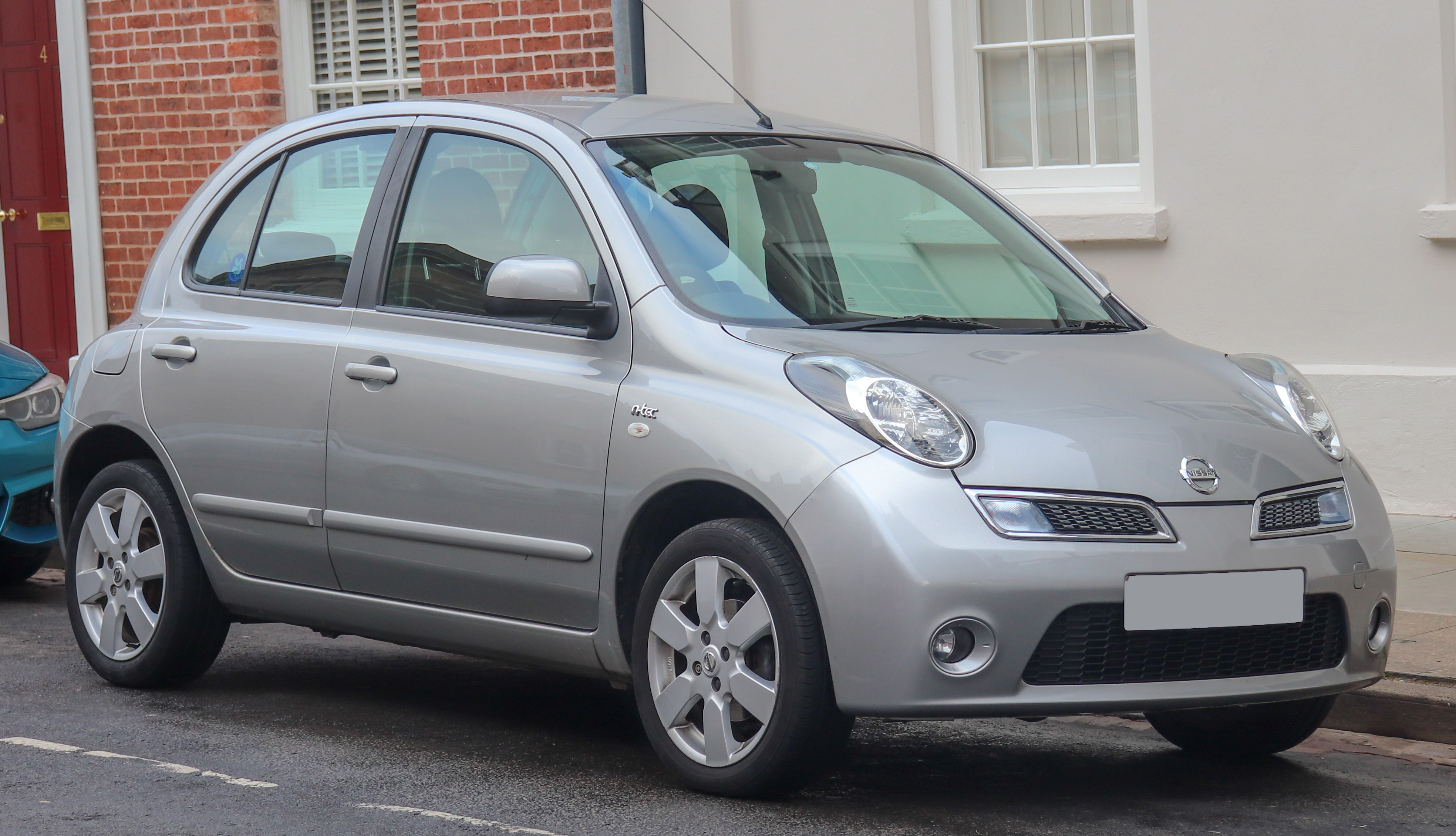
Micra после второго рестайлинга в топовой комплектации N-TEC (2007—2010)

В августе 2007 года был проведён второй рестайлинг модели, и вновь его официальная презентация состоялась на Франкфуртском автосалоне в сентябре 2007 года. Экстерьер вновь претерпел косметические изменения: хромированную окантовку некоторых деталей кузова (например, радиаторной решётки), тёмную окантовку фар и чёрные B-стойки кузова. В интерьере появились новые варианты отделки салона. Также автомобиль был наполнен новыми медиафункциями: радио с двумя DIN-разъёмами, CD-проигрывателем и AUX-разъёмом для подключения MP3-плеера. Появилась также поддержка Bluetooth hands-free, что позволяет разговаривать по телефону за рулём. Также стала доступна возможность устанавливать на автомобиль ограничитель скорости, который будет издавать звуковой предупреждающий сигнал в случае превышения скорости. Число комплектаций сократилось до трёх: базовая Visia, средняя Acenta и топовая Acenta Luxury. В Нидерландах появилась новая комплектация — Micra MIX стоимостью 11 695 евро. В её стандартное оборудование входили ABS, EBD, кондиционер, электрические стеклоподъёмники спереди, тонированные стекла, регулируемое по высоте рулевое колесо и три задних подголовника. Базовая цена не изменилась — в Великобритании она составляла осенью 2007 года 10 695 фунтов. В мае 2007 года стало известно, что обновлённая модель с декабря 2007 года станет доступна в Австралии (это не первый раз, когда Micra стал доступен на этом континенте — с мая 1995 по декабрь 1997 года там продавалась модель второго поколения, однако она потерпела неудачу), причём пятидверные модели импортировались из Японии, а трёхдверные — из Великобритании. Базовая цена на старте продаж составляла 14 990 австралийских долларов.
31 октября 2008 года Nissan выпустила специальную версию Micra и Micra C+C, посвящённую 25-летию модели — Micra 25th. Она базируется на комплектации Acenta и отличается особым цветом кузова «Nightshade», дверные ручками, зеркалами и колёсными дисками серебристого цвета. В подарок покупателям шёл iPod nano с памятью 4 Гб. Цена за Micra 25th составляла 13 090 евро, за Micra C+C 25th — 21 295 евро. 1 июля 2009 года вышла версия Micra Connect Edition, отличавшаяся наличием системы Nissan Connect (аудио- и навигационная система в одном устройстве). Аудиосистема воспроизводит компакт-диски (поддерживаются файлы MP3 и WMA). Через Bluetooth или USB к Nissan Connect можно подключить и другие устройства, например, iPod. Сохранилась и поддержка hands-free для возможности разговора по телефону за рулём. Что касается цветов кузова, то появился новый вариант окраски — «Burnt Orange», эксклюзивный для данной версии. Интерьер мог быть либо коричнево-бежевым, либо чёрным. Стоимость версии Connect Edition на 700 евро выше базовой модели. Базовая цена Micra в Нидерландах на тот момент составляла 11 800 евро за версию Micra MIX.
Для рынка Италии после рестайлинга 2007 года появился также новый 1,2-литровый 16-клапанный битопливный двигатель, работающий как на бензине, так и на сжиженном газе LPG. Топливо для него изготавливалось итальянским производителем Landi Renzo. Заявленный запас хода — 685 км на сжиженном газе и 1465 км суммарно. Чтобы переключиться с газа на бензин, используется специальный переключатель в салоне. Когда газ заканчивается, звучит звуковой сигнал, после чего автомобиль автоматически переключается на бензин. Модель с таким двигателем получила название Nissan Eco Micra RDS. Подобный двигатель был установлен и на модель Note.
Модель четвёртого поколения была представлена в марте 2010 года на Женевском автосалоне. Последний автомобиль третьего поколения сошёл с конвейера британского завода Nissan 16 июля 2010 года.

### Mitsuoka Viewt третьего поколения (2009)
Японская компания Mitsuoka, не связанная с Nissan, представила в октябре 2009 года на Токийском автосалоне седан Viewt третьего поколения. Его основа — пятидверный хетчбэк Nissan March. Компания переделала его в седан, заменила переднюю часть на подобную автомобилю Jaguar Mk2. Техническая часть автомобиля затронута не была.

## Дизайн и конструкция

### Экстерьер

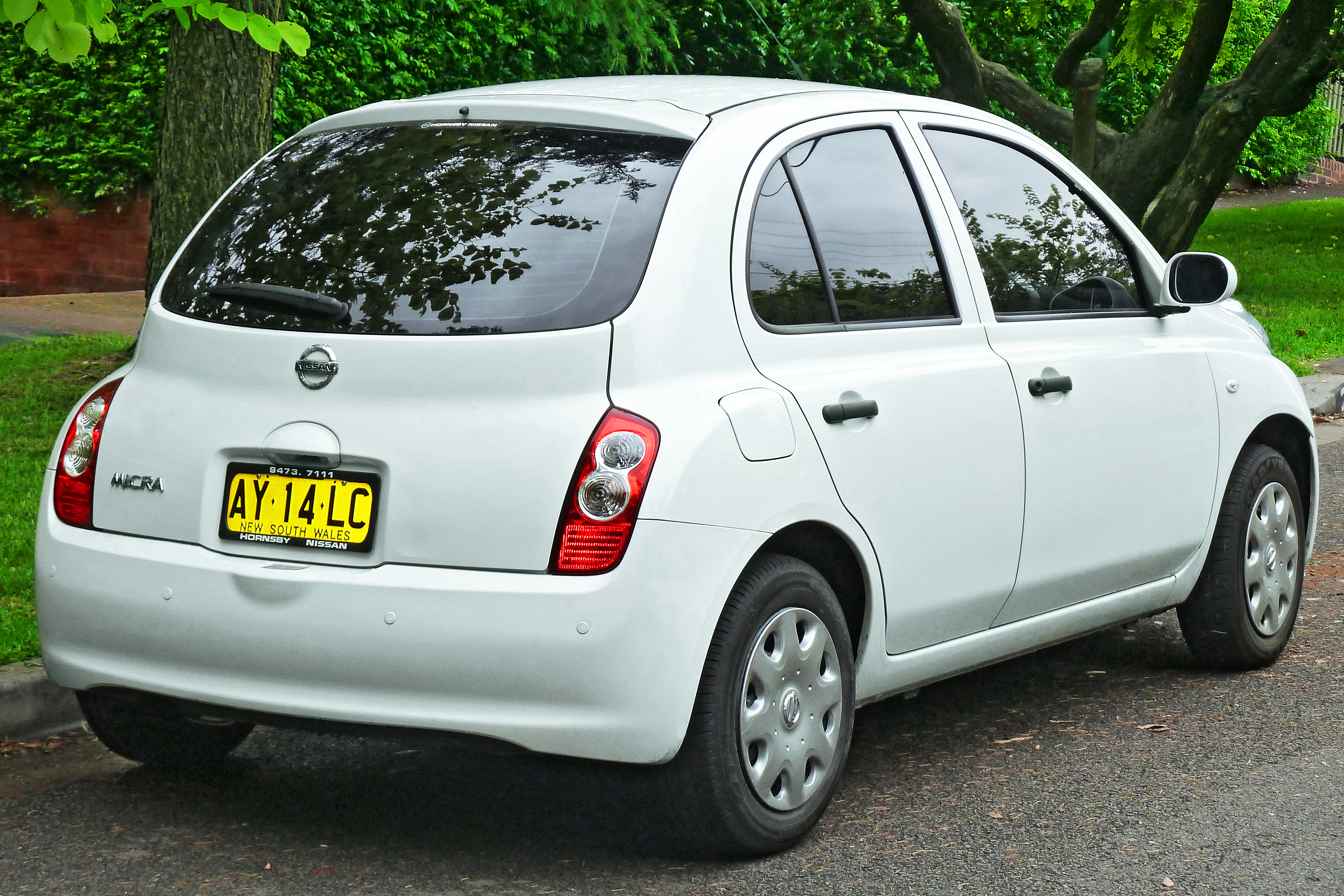
Вид сзади (хетчбэк)

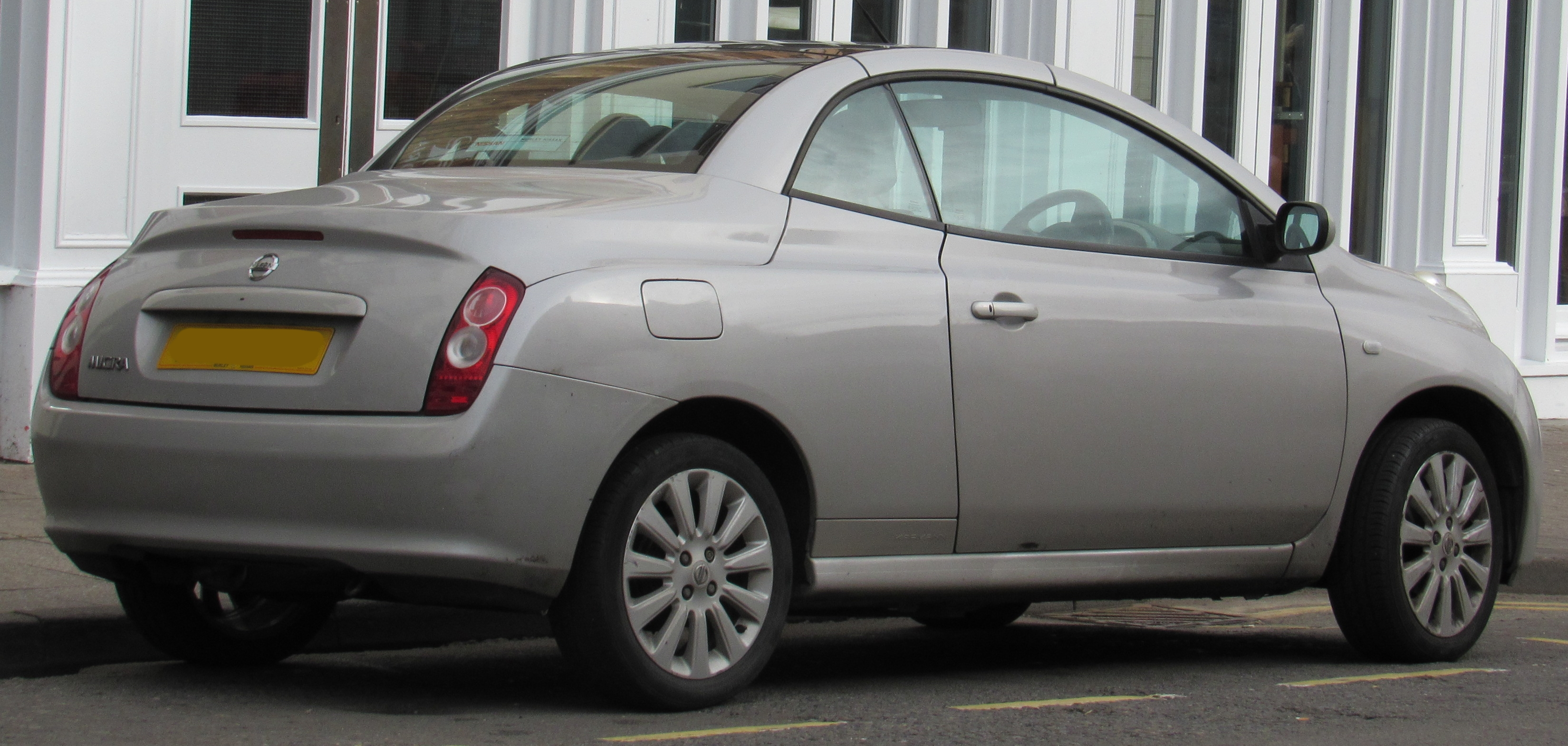
Вид сзади (кабриолет)

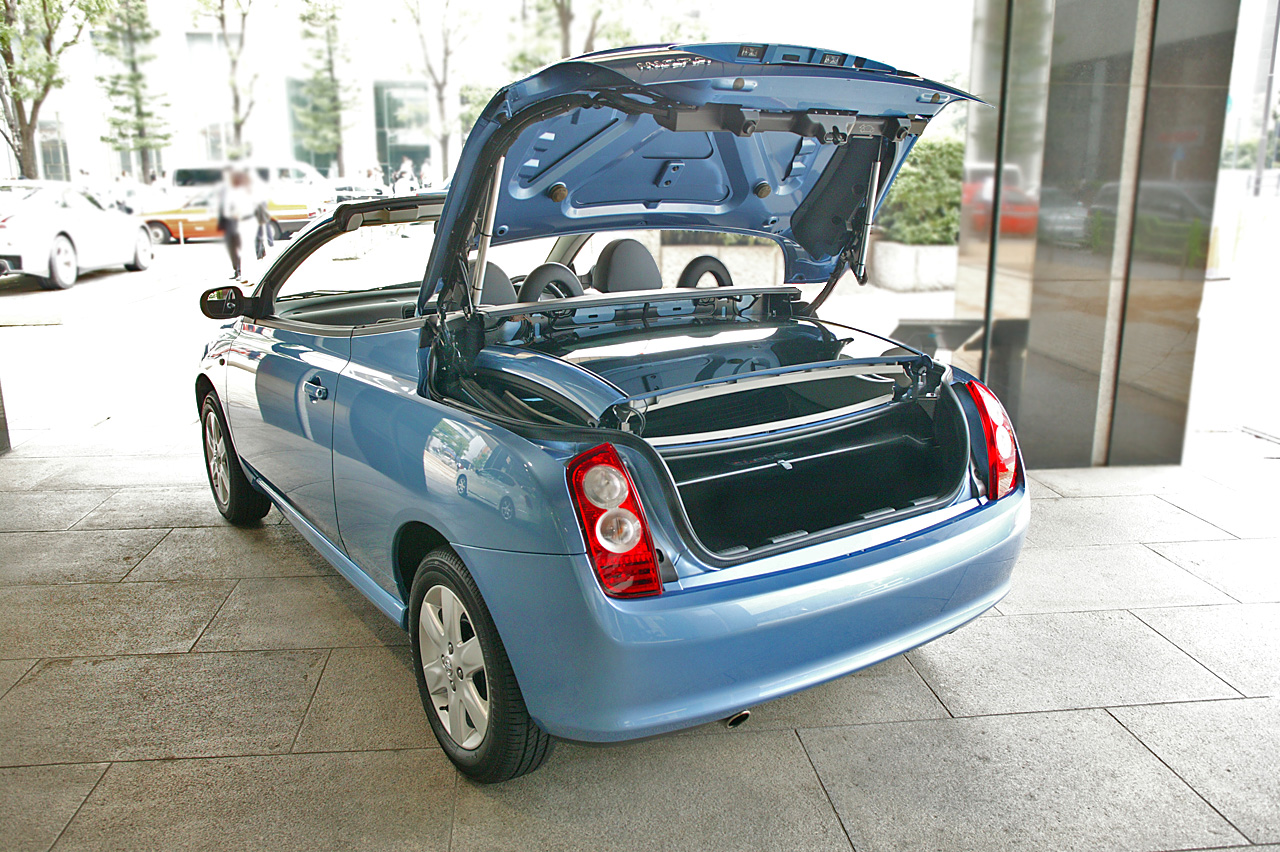
Сложенная крыша кабриолета

Как и предыдущие модели, Micra третьего поколения является автомобилем класса «супермини» (то есть моделью B-сегмента по европейской классификации). Он был самой маленькой моделью из всего европейского модельного ряда Nissan, пока в 2009 году у него этот статус не отобрала модель Pixo. Micra третьего поколения легко заметить издалека благодаря его необычному дизайну: кузов автомобиля почти целиком состоит из округлых форм, например, «горбатая» дуга крыши или большие выпуклые фары, копирующие таковые у итальянских и британских спортивных автомобилей 1960-х годов. Двойная решётка радиатора вместе с капотом и бампером образуют подобие «клюва». Боковина автомобиля подчёркнута боковой линией от переднего бампера до двери багажника. Задняя часть крыши придаёт автомобилю улучшенную аэродинамику. Выпуклое заднее стекло напоминает линзу, а прямоугольные комбинированные задние фонари, по словам компании, подчёркивают качественный дизайн автомобиля. Над дизайном экстерьера работала японская команда дизайнеров Nissan.
Дизайн кабриолета C+C разрабатывался в расположенном в Лондоне дизайнерском центре «Nissan Design Europe» под руководством швейцарского дизайнера Кристофера Рейца, а работы по технической части велись в расположенном в городе Крэнфилд (графство Бедфордшир, Великобритания) техническом центре компании. Крыша кабриолета опускается автоматически: для этого нужно нажать на специальную кнопку в салоне и держать её 22 секунды, в результате чего крыша сложится в багажник. Вместе с крышей опускаются и стёкла на дверях автомобиля, однако их можно в дальнейшем поднять обратно. Механизм складывания крыши Nissan разрабатывала совместно с немецкой компанией Karmann, которая открыла в Сандерленде небольшой завод по выпуску этих механизмов. Изначально партнёром Nissan выступала французская фирма Heuliez (её система складывания устанавливалась на концепт 2002 года), но в 2004 году от сотрудничества с ней по причинам сложного устройства механизма было решено отказаться в пользу более простого механизма от Karmann.
В июле 2003 года модель за свой необычный дизайн получила немецкую дизайнерскую премию «Red Dot Award». Награда стала для Nissan третьей подряд и пятой в общем (после 1993, 1996, 2001 и 2002 годов). Как заявило жюри, «Nissan Micra дружелюбен на вид благодаря своему передку, создаваемому „крылатой“ решёткой радиатора и большими овальными фарами. В нём есть определённая простота, но в то же время продуманность технологий и великолепное качество изготовления». Чуть позже модель получила награду «Auto Color Awards 2004» от ассоциации «Japan Fashion Color».

### Интерьер

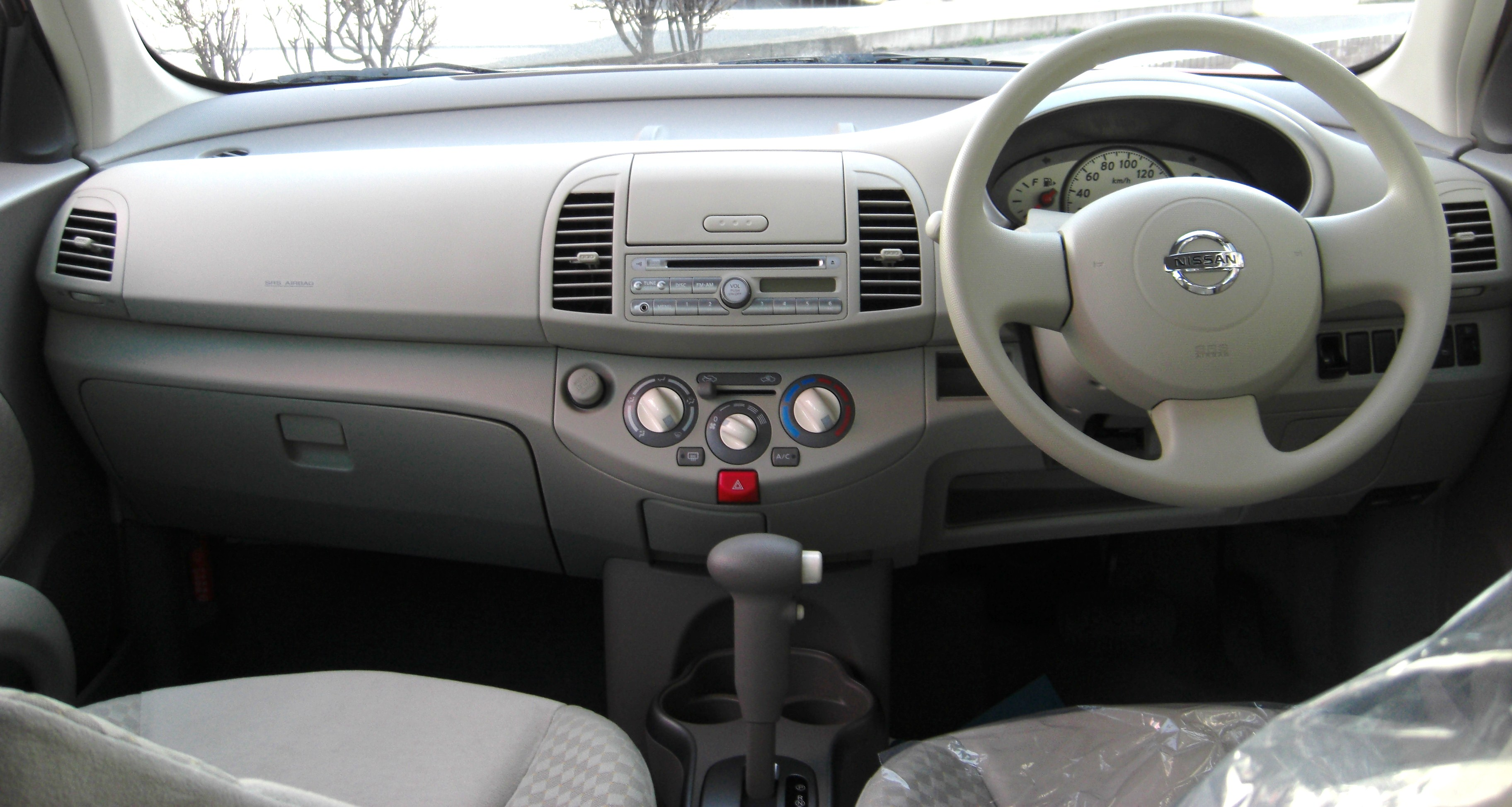
Интерьер (японская версия)

Над интерьером модели работала команда дизайнеров из вышеупомянутого дизайнерского центра «Nissan Design Europe». Салон модели за счёт простых линий панелей, мягких подлокотников и фактуры пластика создаёт ощущение «домашнего интерьера». Рулевое колесо трёхспицевое, с широкой ступицей, регулируется по высоте. На левой спице расположены кнопки управления аудиосистемой. Центральная консоль сверху начинается с бортового компьютера. Он обладает интересной функцией: на его дисплей можно вывести поздравление с памятной датой (день рождения, годовщина свадьбы и т. д.). Под ним расположена аудиосистема. Ещё чуть ниже располагается блок климат-контроля с тремя главными линзоподобными кнопками и дисплеем. Там же находится кнопка аварийной остановки и розетка. Большинство кнопок изготовлены из глянцевого пластика, что придаёт интерьеру стиль и понижает усилие при нажатии на эти кнопки. В самом низу консоли располагается пепельница, а под ней — откидывающаяся крыша, скрывающая собой два подстаканника.  На потолке спереди находится плафон, при повороте которого меняется распределение света. Кнопка его включения находится рядом и имеет три положения (отключён/включён при открытой двери/всегда включён). Перчаточный ящик (бардачок), помимо обычного откидывающегося отсека, имеет также выдвижной тонкий ящик для бумаг формата A4.
Передние кресла обладают профилированными спинками. В кресло переднего пассажира встроен отсек для хранения, для доступа к которому сиденье нужно открыть вперёд. Сиденья обладают высокой посадкой, подходящей для городского автомобиля. Регулировка кресел по высоте устроена так, что поднимается и опускается только задняя часть сиденья, что изменяет скорее положение водителя относительно спинки, нежели высоту посадки в целом. Задний диван имеет функцию продольной регулировки на 200 мм, в своём крайнем заднем положении он оставляет большое пространство для ног пассажиров. В крайнем же переднем положении диван вплотную касается передних кресел и сесть на него взрослому человеку уже не представляется возможным, чего не скажешь о маленьких детях. На заднем ряде сидений установлены крепления для детских кресел Isofix. Как заявляет сама компания, при сдвинутом максимально вперёд заднем ряде сидений сидящей на переднем кресле матери будет удобнее взаимодействовать с ребёнком, сидящем в детском кресле. Также, по словам компании, при этом повышается и безопасность, поскольку ребёнок при сдвинутом вперёд диване расположен ближе к центру автомобиля. Объём багажника при сдвинутом назад заднем ряде сидений составляет 237 литров (чего достаточно, например, для большого чемодана). Если сдвинуть диван максимально вперёд, то багажник увеличивается до 370 литров, что превышает объём багажника многих автомобилей сегмента C. Кабриолет C+C вплоть до передних сидений включительно полностью копирует в плане интерьера хетчбэки. Единственное отличие заключается в очень длинном лобовом стекле. Задний ряд сидений потерял большую часть пространства для ног пассажиров и подходит скорее для детей, а взрослый человек сможет сидеть там удобно только в коротких поездках. У кабриолета объём багажника составляет 457 литров. Если сложить крышу, то он уменьшится до 255 литров.

### Система Nissan Intelligent Key
Micra стал первым автомобилем, в котором была применена новая на тот момент система бесключевого доступа в салон, получившая название «Nissan Intelligent Key» (дословно — «умный ключ Nissan»). Такая система не была уникальной на рынке: партнёр Nissan по альянсу, Renault, ещё раньше успела создать систему «Renault Card». Брелок имеет прямоугольную форму, сверху на нём есть ручка для возможности поместить его на кольцо с ключами. В центре имеются две кнопки для открытия и закрытия автомобиля. Нижняя часть является крышкой, под которой спрятан физический ключ, вставляемый снизу ручки двери в случае сбоя в системе. Когда брелок приближается к автомобилю на расстояние 80 сантиметров, происходит обмен сигналом ключа и автомобиля. Чтобы попасть внутрь автомобиля, необходимо нажать на кнопку на ручке двери, после чего все замки разблокируются. Аналогично происходит и процесс закрытия автомобиля: при нажатии кнопки и наличия брелока возле автомобиля замки закрываются. Как объяснила сама компания российскому изданию «Авторевю», кнопки на ручках были сделаны из-за желания владельцев автомобилей с аналогичными системами видеть физическое подтверждение тому, что автомобиль действительно закрылся. Это, к примеру, полезно, если в машине есть дети: если водителю нужно ненадолго отойти, нажатие кнопок точно укажет ему, что дети не откроют дверь автомобиля и будут в безопасности. С изменением «ключа» изменилась и система запуска двигателя: для запуска нужно повернуть рукоятку замка зажигания (её месторасположение не поменялось), а для выключения — повернуть обратно до упора и для фиксации нажать на кнопку под ней.

### Комплектации
В России летом 2006 года автомобиль предлагался в четырёх комплектациях: Comfort-M, Comfort, Luxury и Tekna. Базовая комплектация Comfort-M (12 990 долларов в трёхдверной версии) оснащалась 1,2-литровым двигателем в сочетании с механической коробкой передач и включала в себя ABS, 2 подушки безопасности, подогрев передних сидений, омыватель фар, зеркала заднего вида и передние электротеклоподъёмники. В комплектации Comfort (14 300 долларов за трёхдверную модель и 14 750 долларов за пятидверную) автомобиль оснащался кондиционером, сдвижным задним диваном, а также полностью окрашенными в цвет кузова бамперами, зеркалами заднего вида и ручкой багажника. За дополнительную плату в 1000 долларов можно было приобрести версию с автоматической коробкой передач. Комплектация Luxury (18230 долларов за трёхдверную версию и 18680 долларов за пятидверную) предлагала, помимо вышеперечисленного, климат-контроль, ящик под сиденьем переднего пассажира, окрашенные в цвет кузова дверные ручки и 4 подушки безопасности. Наконец, топовая версия Tekna (17350—18380 долларов) была доступна только для пятидверной модели с МКПП и отличалась тонированными фарами, спойлером на крыше и эксклюзивной отделкой интерьера. Было доступно два двигателя для этой версии: 1,2 и 1,4 литра.
В Великобритании с июля 2006 года модель стала предлагаться в трёх комплектациях (вместо ранее доступных шести): Initia, Spirita и Sport, а версия 160SR стала называться Sport SR. Базовая Initia (8895—10 745 фунтов) заменила собой версии E и S и комплектовалась 1,2-литровым бензиновым мотором мощностью 78 л.с. или 1,5-литровым турбодизельным мотором мощностью 86 л.с. В её оснащение входили боковые подушки безопасности, задние и передние активные подголовники, CD-проигрыватель, электростеклоподъёмники, задний сдвижной диван, центральный замок и крепления для детских кресел ISOFIX. Версия Spirita (9995—11 845 фунтов) добавляла бортовой компьютер, кожаную обивку рулевого колеса, кнопки управления аудиосистемой на нём, электропривод зеркал, кондиционер с пыльцевым фильтром, 15-дюймовые колесные диски и шесть динамиков аудиосистемы вместо двух. Помимо 1,2 и 1,5-литровых моторов был доступен за плату в 200 фунтов 1,4-литровый двигатель мощностью 86 л.с, а помимо механической коробки передач стала доступна автоматическая. Для этой версии также предлагались несколько дополнительных пакетов опций. Пакет «Clever Pack» (350 фунтов) добавлял стеклоочистители с датчиком дождя, автоматическое освещение и систему Nissan Intelligent Key; пакет «Luxury Pack» (1200 фунтов), помимо вышеперечисленного, добавлял автоматический климат-контроль, люк с электроприводом и 15-дюймовые легкосплавные диски; пакет «Comfort Pack» (1800 фунтов) аналогичен «Luxury Pack», но вместо дисков предлагал кожаную обивку и подогрев передних сидений. Версия Sport (10 495—12 245 фунтов) добавляла 16-дюймовые многоспицевые легкосплавные диски графитового цвета и автоматический климат-контроль. Топовая версия Sport SR (10 995—11 645 фунтов) оснащалась 1,6-литровым двигателем мощностью 108 л.с. и отличалась автоматическим освещением, автоматическими стеклоочистителями и ESP. Кабриолет C+C предлагался в трёх версиях: Urbis (13 150 фунтов), Sport (13 995 фунтов) и Essenza (14 995 фунтов).
В Японии с августа 2005 года по июнь 2007 года Micra предлагался в 11 комплектациях: 12E, 12S, 12B, 12SR, 14G FOUR, 14E FOUR, 14S FOUR 15G, 15E, 15RX и 15SR-A. В базовое оснащение автомобиля входили подогрев заднего стекла с таймером, антибликовые зеркала заднего вида, передние бесступенчатые прерывистые стеклоочистители с регулировкой скорости, задний стеклоочиститель, электростеклоподъёмники, водонепроницаемая обивка сидений, система предупреждения об открытых дверях, розетка с напряжением 12 вольт постоянного тока, функция отключения циркуляции воздуха в боковых передних вентиляционных отверстиях (находятся рядом с дверями), радиоантенна на крыше, запасное колесо, преднатяжители ремней безопасности для водителя и переднего пассажира, трёхточечные ремни безопасности, крепления для детских кресел Isofix на заднем ряде сидений, регулировка крепления ремня безопасности по высоте на передних сиденьях, регулируемое по высоте рулевое колесо, замки на дверях для безопасности детей, ABS, EBD и Nissan Break Assist. Существовали опции, предлагаемые официальными дилерами: решётка для багажника, детские кресла, теплоизоляционные стёкла с защитой от ультрафиолетового излучения, противотуманные фары, водоотталкивающая жидкость для стёкол со сроком действия в 12 месяцев, антибактериальная обработка рулевого колеса, рычага КПП и ручного тормоза, ТВ-антенна, блок ETC (автоматическая оплата проезда на платных автодорогах), навигационная система, пепельница, коврики, лампа в багажнике, пыльцевой фильтр в вентиляционных отверстиях и брызговики.

### Технические характеристики
Micra третьего поколения стал первым автомобилем на новой на тот момент платформе Nissan B (известной до его выпуска как P1), разработанной совместно с Renault. Привод модели — передний (если не считать вышеупомянутые японские модификации с полным приводом). Устанавливаемые колёса — 165/70 R14 или 175/65 R15. Передняя подвеска — амортизационная стойка, задняя — торсионная балка. Nissan заявляет, что установленный на автомобиле электроусилитель рулевого управления обладает почти бесступенчатым изменением усилия управления: по словам компании, корректировка происходит в зависимости от скорости с шагом в 0,01 км/ч.
На старте продаж в Европе автомобиль предлагался с широкой гаммой двигателей: бензиновые 1,0-литровый CR10DE мощностью 65 л.с.(к моменту старта продаж он был исключён из европейских и российских прайс-листов, устанавливался на автомобили вплоть до 2004 года), 1,2-литровый CR12DE мощностью 80 л.с. при 5200 об/мин и крутящим моментом 110 Н·м при 3600 об/мин, 1,4-литровый CR14DE мощностью 88 л.с. при 5200 об/мин и крутящим моментом 128 Н·м при 3200 об/мин, и турбодизельный 1,5-литровый K9K (разработан Renault) мощностью 65 л.с. (82 в версии с интеркулером) при 4000 об/мин и крутящим моментом 160 Н·м (185 при в версии с интеркулером) при 2000 об/мин. Версия 160SR комплектовалась 1,6-литровым двигателем HR16DE мощностью 110 л.с. В Японии March с 25 августа 2005 года предлагался с ещё одним двигателем — 1,5-литровым HR15DE мощностью 109 л.с. Все европейские автомобили по умолчанию комплектовались пятиступенчатой механической коробкой передач разработки Renault. В качестве опции предлагалась четырёхступенчатая гидромеханическая автоматическая коробка передач разработки Nissan. Как заявляет компания, устанавливаемый на другие модели вариатор более дорогой, тяжёлый и менее компактный, поэтому на Micra его было решено не ставить.
| Технические характеристики двигателей | Технические характеристики двигателей | Технические характеристики двигателей | Технические характеристики двигателей | Технические характеристики двигателей | Технические характеристики двигателей |
|                                       | 1.2 CR12DE                            | 1.4 CR14DE                            | 1.6 HR16DE                            | 1.5 K9K dCi                           | 1.5 K9K dCi                           |
| ------------------------------------- | ------------------------------------- | ------------------------------------- | ------------------------------------- | ------------------------------------- | ------------------------------------- |
| Тип двигателя                         | бензиновый                            | бензиновый                            | бензиновый                            | турбодизельный                        | турбодизельный                        |
| Конфигурация цилиндров                | I4                                    | I4                                    | I4                                    | I4                                    | I4                                    |
| Рабочий объём                         | 1240 см³                              | 1386 см³                              | 1598 см³                              | 1461 см³                              | 1461 см³                              |
| Степень сжатия                        | 9,9                                   | 9,9                                   | 10,7                                  | 18,8                                  | 18,8                                  |
| Число клапанов                        | 16                                    | 16                                    | 16                                    | 8                                     | 8                                     |
| Мощность                              | 59 кВт (80 л. с.) при 5200 мин−1      | 65 кВт (88 л. с.) при 5200 мин−1      | 81 кВт (110 л. с.) при 6000 мин−1     | 48 кВт (65 л. с.) при 4000 мин−1      | 60 кВт (82 л. с.) при 4000 мин−1      |
| макс. Крутящий момент                 | 110 Н·м при 3600 мин−1                | 128 Н·м при 3200 мин−1                | 153 Н·м при 4400 мин−1                | 160 Н·м при 2000 мин−1                | 200 Н·м при 2000 мин−1                |
| КПП                                   | 5-ступ МКПП 4-ступ АКПП               | 5-ступ МКПП 4-ступ АКПП               | 5-ступ МКПП 4-ступ АКПП               | 5-ступ МКПП 4-ступ АКПП               | 5-ступ МКПП 4-ступ АКПП               |
| Максимальная скорость                 | 167 км/ч 145 км/ч (АКПП)              | 172 км/ч 158 км/ч (АКПП)              | -                                     | 155 км/ч                              | 170 км/ч                              |
| Разгон, 0-100 км/ч                    | 13,9 с 17,9 c (АКПП)                  | 11,9 с 15,0 c (АКПП)                  | -                                     | -                                     | -                                     |
| Расход топлива (город)                | 7,4 л/100 км 8,2 л/100 км (АКПП)      | 7,9 л/100 км 8,6 л/100 км (АКПП)      | -                                     | -                                     | -                                     |

## Безопасность
Европейская организация Euro NCAP провела краш-тест трёхдверной версии автомобиля в 2003 году. Тест проходила модель с 1,2-литровым двигателем в комплектации S, оснащённая преднатяжителями и ограничителями нагрузки передних ремней безопасности, а также двумя передними и двумя боковыми подушками безопасности. Во фронтальном ударе манекен водителя, несмотря на сработавшую подушку безопасности, соприкоснулся с рулём в области головы и грудной клетки. Ноги водителя рискуют получить травмы от передней панели. Грудная клетка пассажира оказалась защищена куда лучше. Организация также обратила внимание на то, что задний трёхточечный ремень безопасности, размещённый на центральном сиденье, может быть снят с катушки и надет на неё тогда, когда сиденье не закреплено, что представляет собой риск для безопасности.
В боковом ударе автомобиль показал себя лучше, но грудная клетка водителя снова могла быть травмирована, несмотря на подушку. Всё из-за специфической передачи энергии удара из манекена в сиденье (организация отметила, что энергия удара передавалась «нереалистичным путём»). Что касается защиты детей, то оба детских кресла были закреплены с помощью креплений Isofix. Манекен 18-месячного ребёнка был направлен назад, а манекен трёхлетнего — вперёд. Защита трёхлетнего ребёнка оказалась слабой, а вот полуторагодовалый манекен отделался только риском травмы грудной клетки при лобовом ударе. Организация также отметила соответствующие её нормам предупреждения об опасности нахождения ребёнка в удерживающем устройстве на переднем кресле, расположенные в козырьках автомобиля. Что касается защиты пешеходов, то Euro NCAP отметила прогресс Nissan в этом деле. Задняя часть капота и бампер хорошо защищают пешеходов от серьёзных травм, а вот передний край капота, наоборот, является очень травмоопасной зоной автомобиля.

## Обзоры и оценки
Российское издание «Авторевю» в 2003 году провело сравнительный тест пяти хетчбэков B-класса: помимо Micra, участвовали Seat Ibiza третьего поколения, Citroën C3 первого поколения, Opel Corsa третьего поколения и Peugeot 206. Micra сразу же стал самым привлекательным для редакции. Его дизайн передка сравнили с лягушонком, отметив привлекательность для девушек на улицах, которые «непременно оглядываются вслед» автомобилю. Интерьер автомобиля почти не оставил отрицательных впечатлений: отделка передней панели, кожаный руль, информативные приборы, необычная панель управления микроклиматом, ящик для бумаг в перчаточном ящике, потайной бокс под сиденьем переднего пассажира и бортовой компьютер с возможностью напоминания о памятной дате. Единственным минусом оказались не лучшие по профилю передние кресла и малый диапазон их регулировки по длине. Что касается заднего ряда сидений, то у Micra он оказался лучше остальных автомобилей — больше места для ног и возможность двигать диван. Однако, высота крыши оказалась меньше, чем у модели от Citroën. Багажник автомобиля выиграл за счёт возможности двигать задний ряд (жертвуя, тем самым, местом для задних пассажиров). Здесь же нашёлся и отрицательный момент — Micra оказался единственным автомобилем с «докаткой», а не полноразмерным запасным колесом. При разгоне автомобиль оказался резвым, однако из-за частого переключения передач ввиду «короткого» ряда передаточных чисел (тестировалась версия с АКПП) в салоне было довольно шумно. При торможении модель от Nissan снова оказалась на первом месте: ненавязчивая работа ABS и «реактивное» действие на педали позволяют легко рассчитать тормозной путь. Управляемость за счёт подвески оказалась почти идеальной, единственным недочётом стал электроусилитель, из-за которого не всегда легко определять положение передних колёс и состояние покрытия. Впечатления от поведения на неровной дороге оказались прямо противоположными: подвеска оказалась крайне мягкой, из-за чего автомобиль скачет по неровностям. По итогам теста Micra оказался на третьем месте, набрав 765 баллов из 1000. Он обошёл модели от Opel и Citroën (аутсайдер) и остался позади моделей от Seat (победитель) и Peugeot.
Другое российское издание, «За рулём», в 2003 году сравнило автомобиль с компьютерной мышью с глазками, а также с виртуальными питомцами «Тамагочи». Снова было замечено повышенное внимание к автомобилю со стороны жителей города. Редакцию порадовала система Intelligent Key, позволяющая меньше волноваться о том, закрыт ли автомобиль. Стильный интерьер с многообразием кнопок, рычажков, удобным рулевым колесом и двумя дисплеями, а также наличием множества мест для хранения, также не оставил отрицательных впечатлений. Задний ряд сидений, по словам издания, подходит для использования взрослыми людьми только для коротких поездок, а вот в дальнюю дорогу можно ездить либо вдвоём, либо с маленькими детьми сзади. В плане разгона Micra в целом не оставил отрицательных впечатлений. Редакция отметила, что «женщинам вряд ли придет в голову посылать автомобиль на чемпионат по светофорному первенству». Единственным минусом оказался шум 1,2-литрового двигателя на оборотах выше отметки в 4000 об/мин. Управляемость оказалась на высоте: цепкие шины и моментальная реакция на действия водителя. А вот на неровной дороге подвеска показала себя не лучшим образом: автомобиль проходит неровности жёстко, встряхивая в процессе всех, кто внутри. В целом автомобиль понравился редакторам. Итоговый вердикт был таков: «Малютка Ми — автомобиль с душой. С ним интересно, за него волнуешься, ему хочется заглянуть в глаза или... позвонить с работы». Интернет-издание «Драйв» также оценило красивый экстерьер, привлекающий женщин, стильный салон, систему Intelligent Key, обилие мест для хранения, эргономику и поведение на дорогах Москвы. Из минусов отметили лишь отсутствие боковой поддержки сидений. Итоговый комментарий был такой: «Поездив на машине пару дней, окончательно понимаешь, что Nissan Micra — вовсе не „пустышка“ с яркой внешностью, а полноценный и очень сбалансированный автомобиль».
Британские издания оценили автомобиль положительно. Издание «Auto Express» провело длительный тест автомобиля в 2004 году. Из главных плюсов выделили стильный дизайн, экономичность и производительность двигателя, просторный интерьер и систему бесключевого доступа. Из главных минусов отметили искажающее изображение заднее стекло, огромное количество предупреждающих сигналов (например, предупреждение о непристёгнутом ремне безопасности или о включённых фарах при глушении мотора) и вибрации двигателя на холостом году. Оценку в цифрах — три звезды из пяти — издание дало позднее, когда тестировало рестайлинговый автомобиль. Издание «What Car?», тестирующее подержанные автомобили, оценило хетчбэк Micra на 4 из 5. Издание выделило хороший круговой обзор, большую площадь остекления, удобную посадку спереди, лёгкое рулевое управление и резвые (кроме 1,5-литрового дизельного двигателя) моторы. За городом управление становится несколько хуже, автомобилю начинает не хватать чувствительности в поворотах. Издание «Top Gear» тестировало версию 160SR. Редакцию не обрадовал факт того, что эта версия мало чем отличается от обычной. Тем не менее работа двигателя и КПП в паре оказалась хорошей. Работа подвески также порадовала. Автор рецензии в конце заявил, что «водить эту машину очень круто». Японское издание «WebCG» в ноябре 2002 года протестировало пятидверную версию автомобиля цве́та «бриллиантовое серебро» с двигателем объёмом 1,4 литра в топовой комплектации 14E. Автор заявил, что считал модель с таким экстравагантным дизайном провальной, но его опасения не оправдались. Редакция отметила, что в Японии March также привлёк к себе внимание всех прохожих, из-за выделяющегося дизайна. Интерьер был отмечен комфортным. Автора порадовала «удобная» система Intelligent Key. Всё впечатление испортили динамика и управляемость: при разгоне наблюдался резкий рост крутящего момента, на скользких поверхностях (редакции «повезло» с погодой во время теста) передние колёса выходили из-под контроля, при переключении с первой на вторую передачу ощущался толчок, на низких скоростях электроусилитель руля был слишком лёгким.
Кабриолет C+C получил положительные отзывы изданий. Британский сайт «The AA» оценил его на 4 из 5. Из плюсов выделили ненавязчивый механизм складывания крыши, поведение автомобиля в городе, оснащение и большой багажник. Из минусов — не самое лучшее поведение на магистрали, малое пространство для головы в салоне, слишком лёгкое рулевое управление, маленький багажник при сложенной крыше и тесный задний ряд сидений. Издание «Top Gear» также оценило электропривод крыши и тот факт, что на большой скорости весь встречный поток воздуха уходит наверх за счёт длинного лобового стекла (авторы предостерегли потенциальных покупателей, что об стойку этого стекла можно случайно удариться головой, если крыша опущена). Шумоизоляция модели также оказалась положительным моментом. Задний ряд сидений назвали «дополнительным местом для хранения». Несмотря на положительную оценку, позднее Micra C+C оказался на первом месте в списке девяти самых странных кабриолетов в истории. Редакторы оставили следующий комментарий: «Каким образом компания, которая придумала GT-R, создала этот нонсенс?». Издание «Auto Express» охарактеризовало Micra C+C как «очень впечатляющий маленький кабриолет», а механизм складывания крыши — «шедевр дизайна и инженерной мысли». Однако, общий дизайн назвали «не столь впечатляющим», отмечая довольно громоздкий на вид багажник.

## Отзывные кампании
Micra третьего поколения несколько раз отзывался: в 2003 году — из-за вероятности поломки крепления сидения (выпуск декабря 2002 — февраля 2003 года) и потери управления (выпуск ноября 2002 — марта 2003 года), в апреле 2009 года — из-за вероятности несрабатывания подушки безопасности водителя (выпуск сентября—октября 2008 года), в ноябре 2010 года — из-за возможности незапуска двигателя вследствие загрязнения контактов модуля управления двигателем оксидом кремния (выпуск января 2004 — июня 2006 года, вместе с моделью Pathfinder), в мае 2013 года — из-за вероятности наличия плохо затянутого болта крепления рулевого колеса (выпуск декабря 2002 — мая 2006 года), в августе 2015 года — из-за возможности потери управления (выпуск июня—октября 2008 года, вместе с Note).

## Продажи
| Страна                                       | Календарный год (продажи указаны в тысячах автомобилей) | Календарный год (продажи указаны в тысячах автомобилей) | Календарный год (продажи указаны в тысячах автомобилей) | Календарный год (продажи указаны в тысячах автомобилей) | Календарный год (продажи указаны в тысячах автомобилей) | Календарный год (продажи указаны в тысячах автомобилей) | Календарный год (продажи указаны в тысячах автомобилей) | Календарный год (продажи указаны в тысячах автомобилей) | Итого  |
| Страна                                       | 2003                                                    | 2004                                                    | 2005                                                    | 2006                                                    | 2007                                                    | 2008                                                    | 2009                                                    | 2010                                                    | Итого  |
| -------------------------------------------- | ------------------------------------------------------- | ------------------------------------------------------- | ------------------------------------------------------- | ------------------------------------------------------- | ------------------------------------------------------- | ------------------------------------------------------- | ------------------------------------------------------- | ------------------------------------------------------- | ------ |
| Европа                                       | 171                                                     | 164                                                     | 153                                                     | 124                                                     | 82                                                      | 79                                                      | 83                                                      | -                                                       | 856    |
| Для России продажи указаны в ед. автомобилей |                                                         |                                                         |                                                         |                                                         |                                                         |                                                         |                                                         |                                                         |        |
| Россия                                       | 468                                                     | 2120                                                    | 2973                                                    | 3669                                                    | 4271                                                    | 5045                                                    | 1274                                                    | 1190                                                    | 21 010 |

Модель стала успешной в Европе: 856 тысяч проданных автомобилей с января 2003 по декабрь 2009 года. С 2003 по 2006 год ежегодно продавалось более 100 тысяч автомобилей, а с 2007 по 2009 год продажи держались на уровне около 80 тысяч автомобилей. В России продажи были несколько скромнее: 21 тысяча автомобилей с 2003 по 2010 год. Больше всего автомобилей было продано в 2008 году — чуть больше 5 тысяч. Общее число выпущенных на заводе в Сандерленде автомобилей составляет около миллиона, из них 31 тысячу составляют кабриолеты C+C. Всего же на всех рынках за всё время, согласно официальной статистике, было продано около 1 630 000 автомобилей March/Micra третьего поколения.

## Маркетинг
Запуск модели в Европе сопровождался рекламной кампанией «Do you speak Micra?» (фр. Parlez-vous Micra — «вы говорите на языке Micra?»), проводившейся с января по декабрь 2003 года. Поскольку дизайн новой модели резко отличался от предыдущей, было решено сделать упор именно на это. По задумке автора, кем выступило агентство TBWA\Paris, для понимания Micra нужен новый язык. Этот язык дизайна получился из смешения слов (например, «Modern» + «Retro» = «Modtro»). Целевой аудиторией рекламы стали люди возрастом от 25 до 34 лет со средними и высокими доходами. В 2009 году Micra, вместе с Note и Pixo, стал объектом рекламной кампании «Welcome to Simplicity» (с англ. «С ними город стал проще»). Кампания проводилась в 25 странах Европы, включая Россию. Её проработкой занимались рекламное агентство TBWA London и студия Digitas, являющаяся автором веб-сайта кампании.

### Комментарии
1. 1 2  Под «Европой» подразумеваются 25 стран-участниц Европейского союза (кроме Болгарии и Хорватии), а также Великобритания, Норвегия и Швейцария[94].